# Presbytis canicrus
Presbytis canicrus is een zoogdier uit de familie van de apen van de Oude Wereld (Cercopithecidae). De wetenschappelijke naam van de soort werd voor het eerst geldig gepubliceerd door Gerrit Smith Miller in 1934.

## Voorkomen
De soort komt voor in het oosten van Borneo.

## Bedreiding
De soort is een van de zeldzaamste primaten van Borneo en werd verschillende keren als uitgestorven gewaand. In 2012 werd de soort herontdekt in Wehea Forest. In oktober 2019 werd de soort voor het eerst op video vastgelegd door Forrest Galante, voor het televisieprogramma Extinct or Alive.